# Yamaha YZF-R25 & YZF-R3
La YZF-R25 e YZF-R3 è un modello di motocicletta prodotto dalla casa motociclistica giapponese Yamaha a partire dal 2014, che rientra nel segmento sportivo, venduto in due cilindrate distinte a seconda del mercato, dove la cilindrata maggiore è destinata per la maggior parte del mercato mondiale, mentre la 250 è riservata per alcune nazioni asiatiche.

## Descrizione
Esteticamente vengono prese a modello le sorelle maggiori R1 ed R6, generando nuove linee. Il motore dotato di un doppio albero a camme in testa è un bicilindrico di 249 cm³ per la R25 e 321 cm³ per la R3 entrambi a 4 tempi, a 4 valvole con iniezione elettronica e raffreddamento a liquido. Le due moto differiscono solo per la diversa cubatura del propulsore.
Ha lo scarico centrale sotto il blocco motore, con il silenziatore di notevoli dimensioni per la cilindrata che fuoriesce in basso a destra.
Le motorizzazioni sono omologata Euro 3 fin dal suo esordio, hanno una lubrificazione a carter umido e le due cilindrate si differenziano principalmente per il diverso alesaggio ed entrambi sono caratterizzati da un manovellismo decentrato/obliquo.